# Horace Greeley

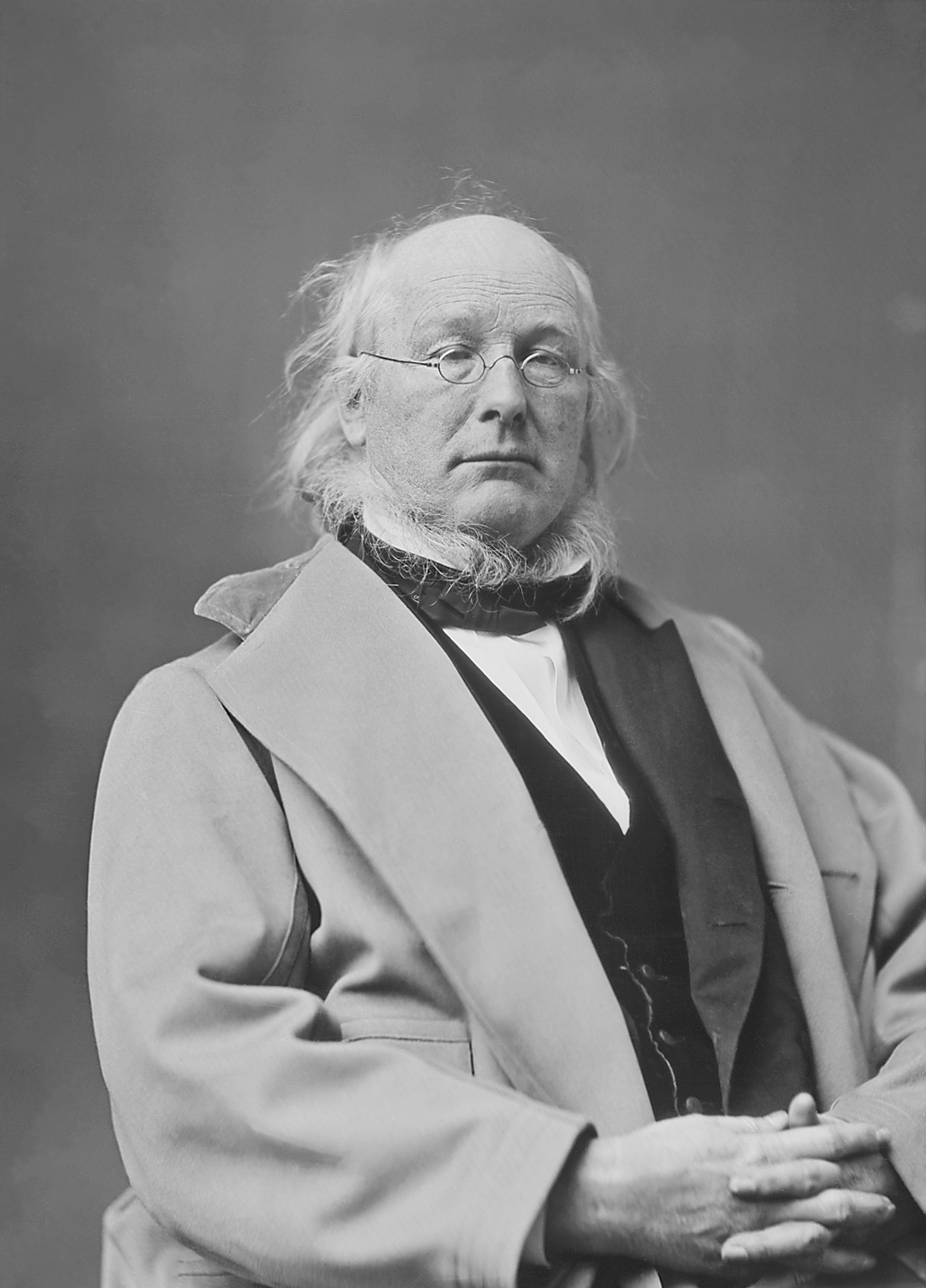
Horace Greeley

Horace Greeley, född 3 februari 1811 i Amherst, New Hampshire, död 29 november 1872 i Pleasantville, New York, var en amerikansk politiker, publicist och slaverimotståndare. Liberal Republican Party och demokraterna nominerade honom som presidentkandidat i presidentvalet i USA 1872. Greeley fick 43,8% av rösterna och förlorade valet mot Ulysses S. Grant men avled innan elektorskollegiet hann fälla det slutgiltiga avgörandet. Tre av Greeleys 66 elektorer röstade på honom postumt trots att kongressen vägrade att godkänna röster för en död presidentkandidat.

## Tidigt liv
Greeley föddes i en fattig familj i New Hampshire där fadern var av engelsk härkomst och modern härstammade från Ulsters skottar. Namnet Horace fick han efter äldre brodern som hade dött som barn. Fadern flydde 1821 från sina borgenärer från New Hampshire till Vermont och familjen flyttade dit efter honom. Horace fortsatte sin skolgång i West Haven och konverterade till universalismen. Efter skolan blev han lärling på ett tryckeri.

## Publicist och politiker
Efter en tid i Pennsylvania där han 1825 blev anställd vid ett tidningstryckeri flyttade Greeley 1833 till New York där han gjorde en framgångsrik karriär som publicist. Han var ansvarig utgivare för tidningen The New Yorker (ej att förväxla med den 1925 grundade tidskriften med samma namn) 1834–1841. Han gifte sig 1836 med Mary Cheney. Två av parets sju barn överlevde till vuxen ålder. Den 10 april 1841 grundade Greeley New York Tribune som han fortsatte att ge ut fram till sin död. I början av sin karriär förespråkade han socialismen i Charles Fouriers tappning. Greeley ändrade sedan politisk riktning och gick med i Whigpartiet. Kongressledamoten David S. Jackson avsattes 1848 och Greeley fyllnadsvaldes till USA:s representanthus. Han efterträddes 1849 av James Brooks.
Republikanska partiet grundades år 1854 och Greeley bestämde sig för att stöda det nya partiet. New York Tribune representerade en hård linje mot slaveri och sydstaterna. Under amerikanska inbördeskriget uppfattade Greeley Abraham Lincolns linje som alltför moderat och han sällade sig till de radikala republikanerna. Greeley stödde Ulysses S. Grant i presidentvalet i USA 1868 men lämnade partiet efter valet.

## Presidentvalet 1872

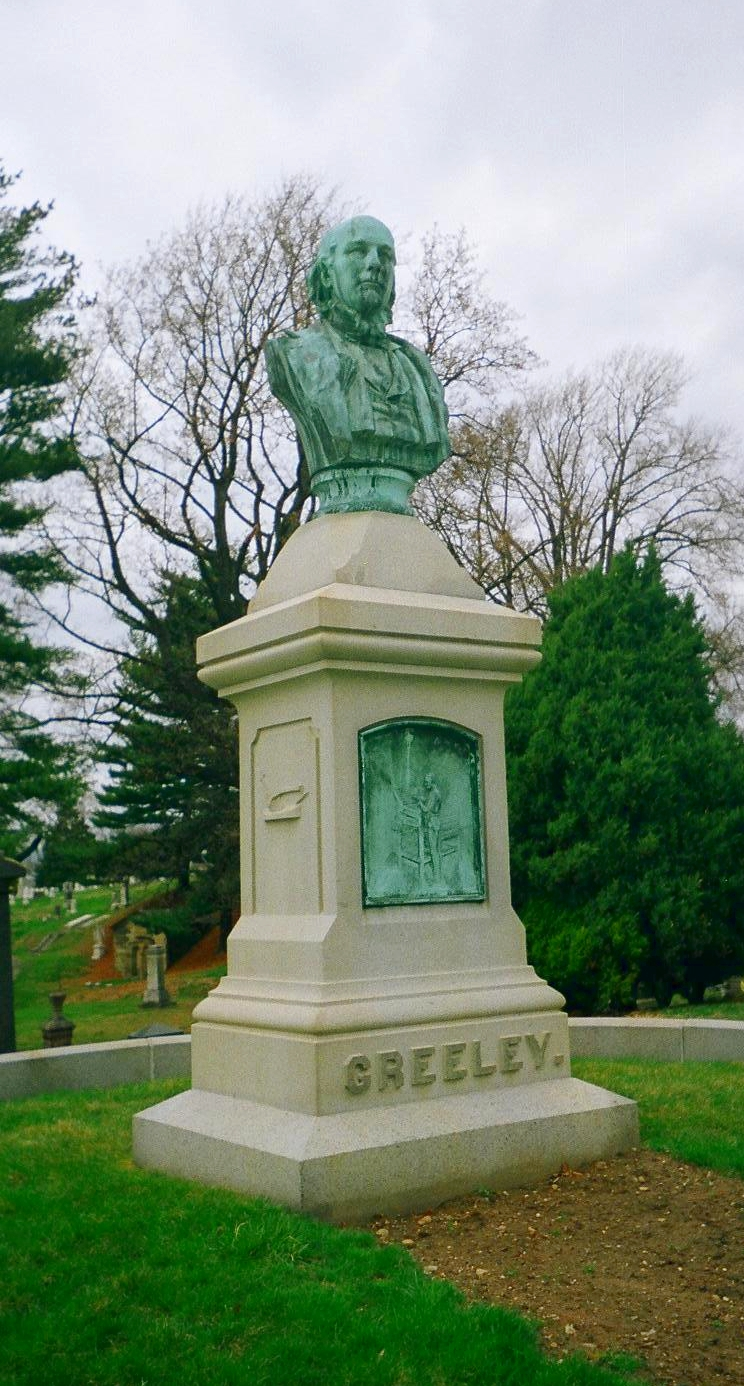
Greeleys gravvård i Brooklyn

Greeley gick med i Liberal Republican Party som nominerade honom i presidentvalet 1872. I årtionden hade Greeley varit en hård motståndare till Demokratiska partiet men i ett överraskande drag nominerade även demokraterna honom som det partiets presidentkandidat. Gällande sydstaterna tog han en mjukare linje och ansåg att rekonstruktionstiden hade kommit till sitt slut och det var dags att dra tillbaka nordstaternas trupper. Som vicepresidentkandidat hade han Missouriguvernören och partikamraten B. Gratz Brown som även han nominerades också av demokraterna. Greeley och Brown förlorade stort mot Grant och Henry Wilson. Greeleys hustru Mary hade avlidit den 30 oktober, några dagar före valdagen. Även Greeley själv insjuknade och hann dö innan elektorskollegiet samlades. Greeley gravsattes på Green-Wood Cemetery i Brooklyn. Greeley County i Kansas och Greeley County i Nebraska har båda fått sina namn efter Horace Greeley. Tysklands riksbankschef Hjalmar Schacht fick sina två första förnamn "Horace Greeley" efter honom.